# Harmochirus
Harmochirus is een geslacht van spinnen uit de familie springspinnen (Salticidae).

## Soorten
De volgende soorten zijn bij het geslacht ingedeeld:
- Harmochirus bianoriformis (Strand, 1907)
- Harmochirus brachiatus (Thorell, 1877)
- Harmochirus duboscqi (Berland & Millot, 1941)
- Harmochirus insulanus (Kishida, 1914)
- Harmochirus lloydi Narayan, 1915
- Harmochirus luculentus Simon, 1886
- Harmochirus pineus Xiao & Wang, 2005
- Harmochirus zabkai Logunov, 2001